# Kemmelbeek
Le Kemmelbeek est un ruisseau de Belgique, affluent de l'Yser.